# Орловский, Витольд Францевич
Вито́льд Фра́нцевич Орло́вский (24 января 1874, Норвидполье, Виленская губерния — 2 декабря 1966, Варшава) ― российский и польский врач, терапевт, доктор медицины (1900), ординарный профессор по кафедре терапевтической госпитальной клиники Казанского университета.

## Биография
Родился 24 января 1874 года в усадьбе Норвидполье, Виленская губерния, Российская империя.
В 1896 году окончил Императорскую военно-медицинскую академию в Санкт-Петербурге, после этого был оставлен там же у профессора Фёдора Пастернацкого. В 1900 году успешно защитил в Военно-медицинской академии диссертацию «К вопросу о бактерицидных и растворяющих мочевую кислоту свойствах уротропина и терапевтическом его применении при циститах» на соискание ученой степени доктора медицины. Преподавал приват-доцентом в Военно-медицинской академии.
В 1906 году избран профессором и назнечен заведующим кафедрой врачебной диагностики Казанского университета, с 1912 года ― заведующий кафедрой госпитальной терапии этого университета. Одновременно работал директором терапевтической госпитальной клиники.
С 1908 по 1910 год Орловский находился в заграничной командировке, где знакомился с организацией преподавания в университетах Австро-Венгрии, работой местных климатических станций, участвовал в работе шестнадцатого Международного медицинского конгресса в Будапеште в 1910 году.
В 1910 году на первом съезде российских терапевтов в Москве был избран почетным секретарём съезда, членом постоянного совета общества съездов российских терапевтов. На этом съезде выступил с докладом «К клиническому изучению трипсиноотделительной функции поджелудочной железы».
В сентябре 1918 года при подходе Красной армии был эвакуирован из Казани и прикомандирован к Томскому университету, где исполнял обязанности доцента по кафедре частной патологии и терапии, затем был исполняющим обязанности доцента по кафедре внутренних болезней. Для студентов медицинского факультета Томского университета читал необязательный курс по внутренним болезням.
Летом 1919 года Орловский уехал в Иркутск, где преподавал на медицинском факультете Иркутского университета. В сентябре того же года польское правительство сообщило ему о назначении его профессором Ягеллонского университета в Кракове, после чего он уехал из России в Польшу.
Витольд Орловский написал более 40 научных работ на польском, русском, французском и немецком языках, касающихся разных областей теоретической и клинической медицины, главным образом гематологии, исследования кишечного канала и червеобразного отростка, поджелудочной железы, лечения туберкулёза, распознавания пиэлитов. Исследовал и описал полезные свойства ессентукских минеральных вод. Большая часть его работ напечатаны в медицинских журналах «Врач» и «Русский Врач» за 1901—1914 годы. В издании «Труды госпитальной терапевтической клиники» Казанского университета за 1912—1914 годы опубликованы четыре его работы и восемь работ его учеников.
Умер 2 декабря 1966 года в Варшаве.

## Награды и звания
- Орден Святого Станислава II степени (1915)
- Орден Святой Анны III степени (1910)
- Статский советник (1911)
- Профессор (1906)